# Imposto de renda
O imposto sobre a renda ou imposto sobre o rendimento é um tributo da espécie imposto existente em vários países, que cada contribuinte, seja ele pessoa física ou pessoa jurídica, paga uma certa percentagem de sua renda ao governo, nacional ou regional, a depender de cada jurisdição. O cálculo do tributo tem por base uma nova riqueza produzida pelo contribuinte, seja por fruto de trabalho, capital, ou ambos (rendimentos tributáveis), sobre a qual se aplica uma percentagem (alíquota), obedecendo tabela produzida pelo organismo fiscalizador de cada país.
Este tributo tem como critérios orientadores a generalidade, sujeitando todo contribuinte que obtenha rendimentos tributáveis; a universalidade, atingindo todo e qualquer rendimento tributável auferido pelo contribuinte; e a progressividade, impondo alíquotas maiores para rendimentos maiores e vice-versa, havendo, usualmente, um limite mínimo de rendimentos obtidos para que haja incidência do imposto. Os princípios da generalidade e universalidade garantam que o imposto cumpra sua principal função, a de arrecadar recursos para o governo (função fiscal), enquanto a progressividade se presta a cumprir a função de redistribuição de renda, sendo considerado por alguns autores como o tributo que melhor atende a essa tarefa.

## História
O conceito de um imposto sobre a renda é uma inovação moderna e pressupõe várias coisas: uma economia monetária, contas razoavelmente precisas, um entendimento comum de receitas, despesas e lucros, e de uma sociedade ordeira com registros confiáveis. Pela maior parte da história da civilização estas condições não existiram e os impostos foram baseados em outros fatores. Impostos sobre a riqueza, posição social e propriedade dos meios de produção (geralmente terras e escravos) eram muito comuns. Práticas como o dízimo ou uma oferta de primícias existiram desde os tempos antigos, e pode ser considerado como um precursor do imposto de renda, mas faltava precisão e certamente não foram baseados em um conceito de aumento líquido.
No ano 10 (d.C.), o Imperador chinês Wang Mang da Dinastia Xin instituiu uma taxa sem precedentes, o imposto de renda, a uma taxa de 10% dos lucros para profissionais e trabalhadores especializados (previamente, todas as taxas ou eram por cabeça ou sobre a propriedade). Wang Mang caiu 13 anos depois, no ano 23, e suas políticas prévias de laissez-faire foram restauradas na Dinastia Han.
Um dos primeiros registros de um imposto sobre a renda moderno vem de 9 de janeiro de 1799, instituído na Inglaterra para financiar a defesa contra Napoleão. Após a vitória foi extinto, mas ressurgiu várias vezes anos depois.
Na década de 1910, o presidente americano Theodore Roosevelt tentou impor o imposto de renda progressivo para pessoas físicas nos Estados Unidos. Quando a Suprema Corte do país declarou o imposto inconstitucional, Roosevelt aplicou-o para corporações, tributando o lucro; posteriormente, com a décima-sexta emenda à Constituição norte-americana, sendo que então finalmente o imposto de renda progressivo sobre pessoas físicas passou a ser cobrado naquele país. O modelo adotado nos EUA tornou-se, então, base para a cobrança deste imposto ao redor do mundo.

## Brasil
A primeira tentativa de implantação de um imposto de renda ocorreu em 1843, mas o sistema econômico da época não produzia muitos contribuintes e o tamanho do país inviabilizava a implantação. Tentou-se novamente, entre 1864 e 1870, para financiar a Guerra do Paraguai, também sem sucesso.
A criação do imposto atual ocorreu em 1922 durante a presidência de Artur Bernardes, porém, ele somente veio cobrado a partir de 1924. Sua criação visava financiar a saúde, educação e o desenvolvimento urbano, com taxas variando entre 8 e 20%, com as maiores sendo pagas pelos de remuneração mais alta.
Desde sua criação, o imposto passou por diversas mudanças sobre a sua incidência. Por exemplo, entre 1934 e 1964, os salários de escritores, professores e jornalistas eram isentos do imposto de renda. Por outro lado, entre 1941 e 1964, existiu um adicional do imposto de renda que era cobrado de solteiros ou viúvos sem filhos, maiores de 25 anos.
Em 1963, durante o Governo João Goulart, foi instituída a maior alíquota já estabelecida na história brasileira, de 65% sobre o salário nas maiores faixas de rendimento. A cobrança dessa alíquota só durou dois anos e acabou sendo reduzida para valores bem menores em 1965.
O Ministério da Fazenda era o responsável pelo processamento e pela fiscalização das declarações. Com o aumento da população contribuinte em 1964, criou-se o Serviço Federal de Processamento de Dados (Serpro) com a missão de executar o processamento das declarações. Alguns anos depois, em 1968, criou-se a Secretaria da Receita Federal com a missão de fiscalização das declarações.

### Método
O imposto de renda é cobrado (ou pago) mensalmente (existem alguns casos que a mensalidade é opcional pelo contribuinte) e no ano seguinte o contribuinte prepara uma declaração de ajuste anual de quanto deve do imposto (ou tem restituição de valores pagos a mais), sendo que esses valores deverão ser homologados pelas autoridades tributárias. O imposto se divide em:
1. Imposto de Renda de Pessoa Física (IRPF)
2. Imposto de Renda de Pessoa Jurídica (IRPJ)

Para o exercício financeiro de 2012, o limite de isenção para pessoas físicas foi de ganho anual de até R$ 18.799,32. Para o exercício de 2013, o limite de isenção para pessoas físicas foi de ganhos até R$ 19.645,32. Entre os valores de R$ 19.645,33 até R$ 29.442,00, a alíquota aplicável é de 7,5%, e do resultado desconta-se a parcela de R$ 1.473,40. Aos valores acima de R$ 49.051,80, aplica-se a alíquota de 27,5%, descontando-se do resultado a quantia de R$ 9.078,38, encontrando-se o valor devido do Imposto de Renda. Também há alíquotas intermediárias de 15% e de 22,5%, conforme a renda auferida pelo contribuinte pessoa física.
A declaração de ajuste anual é obrigatoriamente feita através de um software próprio que pode ser obtido no sítio da Receita Federal. A transmissão das informações é obrigatoriamente feita pela internet. Dentro da política federal de gradual migração para plataformas de software livre, o programa gerador da declaração de ajuste para pessoa física está disponível também na plataforma Java, permitindo seu uso em sistemas operacionais como GNU/Linux e Mac OS X.
Entre 2007 e 2011, a tabela do IRPF brasileiro foi a seguinte:
| Ano  | Base de Cálculo                | Alíquota | Parcela a deduzir do IR |
| ---- | ------------------------------ | -------- | ----------------------- |
| 2007 | Até R$ 1.313,69                | (isento) | (isento)                |
| 2007 | De R$ 1.313,70 até R$ 2.625,12 | 15%      | R$ 197,05               |
| 2007 | Acima de R$ 2.625,12           | 27,5%    | R$ 525,19               |
| 2008 | Até R$ 1.372,81                | (isento) | (isento)                |
| 2008 | De R$ 1.372,82 até R$ 2.743,25 | 15%      | R$ 205,92               |
| 2008 | Acima de R$ 2.743,25           | 27,5%    | R$ 548,82               |
| 2009 | Até R$ 1.434,59                | (isento) | (isento)                |
| 2009 | De R$ 1.434,60 até R$ 2.150,00 | 7,5%     | R$ 107,59               |
| 2009 | De R$ 2.150,01 até R$ 2.866,70 | 15%      | R$ 268,84               |
| 2009 | De R$ 2.866,71 até 3.582,00    | 22,5%    | R$ 483,84               |
| 2009 | Acima de R$ 3.582,00           | 27,5%    | R$ 662,94               |
| 2010 | Até R$ 1.499,15                | (isento) | (isento)                |
| 2010 | De R$ 1.499,16 até R$ 2.246,75 | 7,5%     | R$ 112,43               |
| 2010 | De R$ 2.246,76 até R$ 2.995,70 | 15%      | R$ 280,94               |
| 2010 | De R$ 2.995,71 até R$ 3.743,19 | 22,5%    | R$ 505,62               |
| 2010 | Acima de R$ 3.743,20           | 27,5%    | R$ 692,78               |
| 2011 | Até R$ 1.566,61                | (isento) | (isento)                |
| 2011 | De R$ 1.566,62 até R$ 2.347,85 | 7,5%     | R$ 117,49               |
| 2011 | De R$ 2.347,86 até R$ 3.130,51 | 15%      | R$ 293,58               |
| 2011 | De R$ 3.130,52 até 3.911,63    | 22,5%    | R$ 528,37               |
| 2011 | Acima de R$ 3.911,63           | 27,5%    | R$ 723,95               |

A partir do exercício de 2012, a tabela foi alterada, passando a ser a seguinte:
| Ano  | Base de Cálculo                | Alíquota | Parcela a deduzir do IR |
| ---- | ------------------------------ | -------- | ----------------------- |
| 2012 | Até R$ 1.499,15                | (isento) | (isento)                |
| 2012 | De R$ 1.499,16 até R$ 2.246,75 | 7,5%     | R$ 112,43               |
| 2012 | De R$ 2.246,76 até R$ 2.995,70 | 15%      | R$ 280,94               |
| 2012 | De R$ 2.995,71 até R$ 3.743,19 | 22,5%    | R$ 505,62               |
| 2012 | Acima de R$ 3.743,19           | 27,5%    | R$ 692,78               |
| 2013 | Até R$ 1.637,11                | (isento) | (isento)                |
| 2013 | De R$ 1.637,12 até R$ 2.453,50 | 7,5%     | R$ 122,78               |
| 2013 | De R$ 2.453,51 até R$ 3.271,38 | 15%      | R$ 306,80               |
| 2013 | De R$ 3.271,39 até R$ 4.087,65 | 22,5%    | R$ 552,15               |
| 2013 | Acima de R$ 4.087,65           | 27,5%    | R$ 756,53               |
| 2014 | Até R$ 1.710,78                | (isento) | (isento)                |
| 2014 | De R$ 1.710,79 até R$ 2.563,91 | 7,5%     | R$ 128,31               |
| 2014 | De R$ 2.563,92 até R$ 3.418,59 | 15%      | R$ 320,60               |
| 2014 | De R$ 3.418,60 até R$ 4.271,59 | 22,5%    | R$ 577,00               |
| 2014 | Acima de R$ 4.271,59           | 27,5%    | R$ 790,58               |
| 2015 | Até R$ 1.903,98                | (isento) | (isento)                |
| 2015 | De R$ 1.903,99 até R$ 2.826,65 | 7,5%     | R$ 142,80               |
| 2015 | De R$ 2.826,66 até R$ 3.751,05 | 15%      | R$ 354,80               |
| 2015 | De R$ 3.751,06 até R$ 4.664,68 | 22,5%    | R$ 636,13               |
| 2015 | Acima de R$ 4.664,68           | 27,5%    | R$ 869,36               |

Depois de mais de sete anos (2015-2022) sem mudanças na tabela do imposto de renda, em maio de 2023, o Governo Federal brasileiro editou uma medida provisória que, em agosto do mesmo ano, foi convertida em lei, no qual houve a alteração do limite de isenção tributária. Assim, a partir de 2023, tabela passou a ser a seguinte:
| Ano  | Base de Cálculo                | Alíquota | Parcela a deduzir do IR |
| ---- | ------------------------------ | -------- | ----------------------- |
| 2023 | Até R$ 2.112,00                | (isento) | (isento)                |
| 2023 | De R$ 2.112,01 até R$ 2.826,65 | 7,5%     | R$ 158,48               |
| 2023 | De R$ 2.826,66 até R$ 3.751,05 | 15%      | R$ 370,40               |
| 2023 | De R$ 3.751,06 até R$ 4.664,68 | 22,5%    | R$ 651,73               |
| 2023 | Acima de R$ 4.664,68           | 27,5%    | R$ 884,96               |

Em janeiro de 2024, nova medida provisória editada pelo Governo Federal realizou mudanças na tabela do imposto de renda ampliando a faixa de isenção. Assim, a partir de 2024, tabela passou a ser a seguinte:
| Ano  | Base de Cálculo                | Alíquota | Parcela a deduzir do IR |
| ---- | ------------------------------ | -------- | ----------------------- |
| 2024 | Até R$ 2.259,20                | (isento) | (isento)                |
| 2024 | De R$ 2.259,20 até R$ 2.826,65 | 7,5%     | R$ 169,44               |
| 2024 | De R$ 2.826,66 até R$ 3.751,05 | 15%      | R$ 381,44               |
| 2024 | De R$ 3.751,06 até R$ 4.664,68 | 22,5%    | R$ 662,77               |
| 2024 | Acima de R$ 4.664,68           | 27,5%    | R$ 896,00               |

Há duas formas equivalentes de se calcular o imposto a ser pago: aplicando-se cada percentual da alíquota às faixas da base de cálculo que estiverem dentro dos limites definidos; ou aplicando-se o percentual (alíquota) referente à totalidade da base de cálculo e em seguida subtraindo-se a parcela a deduzir.

### Declaração Anual de Ajuste
Anualmente os brasileiros precisam declarar à Receita Federal o IRPF - Imposto de Renda da Pessoa Física. Esta declaração pode ser feita até 30 de maio de cada ano. A entrega pode ser feita gratuitamente pela internet. Fazendo com calma e estudando a declaração pode-se conseguir economias importantes. Com uma declaração bem feita o contribuinte fica livre da malha fina e recebe a sua restituição mais rapidamente.
Está obrigada a apresentar a Declaração de Ajuste Anual do Imposto sobre a Renda referente ao exercício de 2025, a pessoa física residente no Brasil que, no ano-calendário de 2024:
- recebeu rendimentos tributáveis, sujeitos ao ajuste na declaração, cuja soma anual foi superior a R$ 33.888,00;
- recebeu rendimentos isentos, não tributáveis ou tributados exclusivamente na fonte, cuja soma foi superior a R$ 200.000,00.
- obteve, em qualquer mês, ganho de capital na alienação de bens ou direitos;
- Realizaram operações de alienação (venda) em bolsas de valores, de mercadorias, de futuros e assemelhadas, cuja soma excedeu R$ 40 mil no ano, ou que teve lucro sujeito à incidência de imposto nas vendas;
- optou pela isenção do imposto sobre a renda incidente sobre o ganho de capital auferido na venda de imóveis residenciais, cujo produto da venda seja destinado à aplicação na aquisição de imóveis residenciais localizados no País, no prazo de 180 dias contados da celebração do contrato de venda.
- Possuem investimentos em trust no exterior. Isso se refere à participação em fundos fiduciários situados fora do país, em que um administrador (trustee) gerencia ativos em benefício de beneficiários específicos, abrangendo ações, títulos, imóveis e outros ativos financeiros
- relativamente à atividade rural:
  - obteve receita bruta anual em valor superior a R$ 169.440,00;
  - pretenda compensar compensar prejuízos de anos-calendário anteriores ou do próprio ano-calendário de 2024;
- Possuíam, em 31 de dezembro de 2024, bens e direitos (como imóveis, veículos e investimentos), inclusive terra nua, cuja soma ultrapassava R$ 800 mil;
- passou à condição de residente no Brasil em qualquer mês e nessa condição se encontrava em 31 de dezembro de 2024.
- Tiveram rendimentos no exterior de aplicações financeiras e de lucros e dividendos.
- Optaram por detalhar bens do exterior da entidade controlada como se fossem da pessoa física.
- Desejam atualizar o valor de mercado de bens no exterior;

### Deduções da base de cálculo
No exercício de 2025, foram permitidas as seguintes deduções:
- Dependentes: até o limite de R$ 2.275,08 por dependente;
- Previdência pública: contribuições previdenciárias descontadas do salário;
- Previdência privada: apenas do tipo PGBL, com limite de 12% dos rendimentos tributáveis do ano;
- Despesas médicas: gastos com plano de saúde, hospitais, médicos, dentistas, psicólogos, fisioterapeutas, fonoaudiólogos, terapeutas ocupacionais, despesas com exames laboratoriais, serviços radiológicos, aparelhos ortopédicos, próteses ortopédicas e dentárias. Não há limite de dedução, podendo incluir gastos com tratamento de dependentes e alimentandos, ainda que sejam feitos no exterior;
- Despesas com educação: mensalidades pagas para creche, educação pré-escolar, ensino fundamental, ensino médio e superior, cursos de especialização ou profissionalizantes do contribuinte e de seus dependentes. Não inclui cursos de inglês e reforço escolar. O limite é de R$ 3.561,50;
- Pensão alimentícia: em cumprimento de decisão judicial ou acordo homologado judicialmente;
- Despesas do livro caixa: profissionais autônomos podem descontar as despesas do livro caixa (salário de terceiros, aluguel, luz, manutenção, encargos trabalhistas, etc). As deduções não podem ser superiores à receita do profissional, sendo possível compensar os valores excedentes em outros meses;

Ainda é permitido descontar do valor total de Imposto de Renda a ser pago pelo contribuinte (não da base de cálculo) o valor pago pelo patrão referente às contribuições previdenciárias de empregado doméstico.
Para isso é importante guardar nota fiscal ou recibo comprovando essas despesas, sempre constando nos mesmo o nº de CPF ou CNPJ do beneficiário do pagamento.

## Portugal

IRS em Portugal para os anos 2012 e 2013, apresentando a sua característica progressiva.

O Imposto Sobre o Rendimento das Pessoas Singulares, mais conhecido pela sua sigla IRS, é imposto direto cobrado pela administração fiscal de Portugal. Tanto o IRS como o IRC são impostos sobre o rendimento que entraram em vigor no sistema tributário português em 1 de janeirode 1989, aprovados pelo Decreto-Lei 442-A/88 de 30 de Novembro e Decreto-Lei 442-B/88 de 30 de Novembro, respetivamente. O IRS tributa o rendimento das pessoas singulares enquanto que o IRC tributa o rendimento das pessoas coletivas.